# パドヴァの植物園
パドヴァの植物園（パドヴァのしょくぶつえん）は、イタリアのパドヴァ大学付属の植物園。世界遺産へ登録されている物件でもある。

## 概要
パドヴァは、ヴェネト州にある街。ヴェネツィアの西約30kmにある。この町にあるパドヴァ大学は、1222年に創立。イタリアではボローニャ大学に次いで2番目に古い大学である。特に医学、自然科学の分野での名声を勝ち取り、ガリレオやダンテ、ペトラルカが教鞭を取り、コペルニクスが学んだことでも有名である。
世界遺産に登録された植物園は、植物学者フェデリコ・ボナフェーデが構想し、建築家のアンドレア・モロニが設計した。1545年5月29日にヴェネツィア共和国議会により設立が許可された。ジュスティーナ修道院の一部を植物園することで同年7月7日に開園した。これは研究目的の大学付属施設の植物園としては世界で最も古いと言われている。
敷地の面積は2.19ha。植物園内には創設当時の設計による庭園が残る。庭園は円形を基調とし、主に4つのエリアで区切られている。
植物園内最古の植物は、1585年に植えられたヤシの木である。ゲーテが1786年にこの植物園を訪れた時に、このヤシの木を見て独自の自然観を得たとも伝わっている。現在ではゲーテのヤシとも呼ばれている。
また、多くの有名な植物学者がここの「プラエフェクトゥス」（園長）を務めたことがあり、ミズアオイ科（学名のPontederiaceaeは元園長のジュリオ・ポンテデーラに由来）のような彼らの科学的業績にちなんで名付けられた植物もある。
さらに、この植物園では、ヒマワリの花を、ヨーロッパで最初に開花させることに成功、イタリアで初めてジャガイモの栽培も行われた。
世界遺産には、1997年に登録された。

## 登録基準
この世界遺産は世界遺産登録基準のうち、以下の条件を満たし、登録された（以下の基準は世界遺産センター公表の登録基準からの翻訳、引用である）。
- (2) ある期間を通じてまたはある文化圏において、建築、技術、記念碑的芸術、都市計画、景観デザインの発展に関し、人類の価値の重要な交流を示すもの。
- (3) 現存するまたは消滅した文化的伝統または文明の、唯一のまたは少なくとも稀な証拠。